# Alfa Romeo Giulia (2015)
Alfa Romeo Giulia (Typ 952) är en personbil som den italienska biltillverkaren Alfa Romeo introducerade i juni 2015.. Det är deras första bakhjulsdrivna mellanklassbil sedan Alfa Romeo 75 slutade tillverkas 1992.

## Motorer
| Modell       | Årsmodell | Motor               | Cylindervolym | Effekt | Bränslesystem              |
| ------------ | --------- | ------------------- | ------------- | ------ | -------------------------- |
|              | 2016-     | 4-cyl radmotor DOHC | 1995 cm³      | 200 hk | Direktinsprutning, turbo   |
| Veloce       | 2017-     | 4-cyl radmotor DOHC | 1995 cm³      | 280 hk | Direktinsprutning, turbo   |
| JTDm         | 2016-     | 4-cyl radmotor DOHC | 2184 cm³      | 150 hk | Common rail turbodiesel    |
| JTDm         | 2016-     | 4-cyl radmotor DOHC | 2184 cm³      | 180 hk | Common rail turbodiesel    |
| Veloce JTDm  | 2017-     | 4-cyl radmotor DOHC | 2184 cm³      | 210 hk | Common rail turbodiesel    |
| Quadrifoglio | 2016-     | 6-cyl V-motor DOHC  | 2891 cm³      | 510 hk | Direktinsprutning, biturbo |
| GTA          | 2020-     | 6-cyl V-motor DOHC  | 2891 cm³      | 540 hk | Direktinsprutning, biturbo |